# Protokooperacija

Protokooperacija je neobvezna oblika sožitja. Dva organizma različnih vrst koristita en drugega. 
Najbolj znan primer je rak samotar, ki živi v sožitju z morsko vetrnico. 

Primer protokooperacije je tudi sožitje nosoroga z afriškim ptičem zapljunkaričem. Ptič se hrani z zajedavci, ki živijo v nosorogovi koži in mu s tem pomaga, da se nosorog znebi nadležnih žuželk.